# Funaria hygrometrica x physcomitrium acuminatum
Funaria hygrometrica x physcomitrium acuminatum là một loài Rêu trong họ Funariaceae. Loài này được L. Bauer & Broseg mô tả khoa học đầu tiên năm 1959.

## Hình ảnh

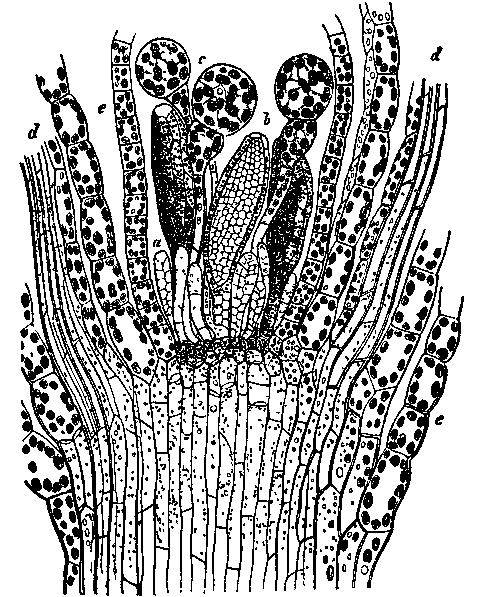
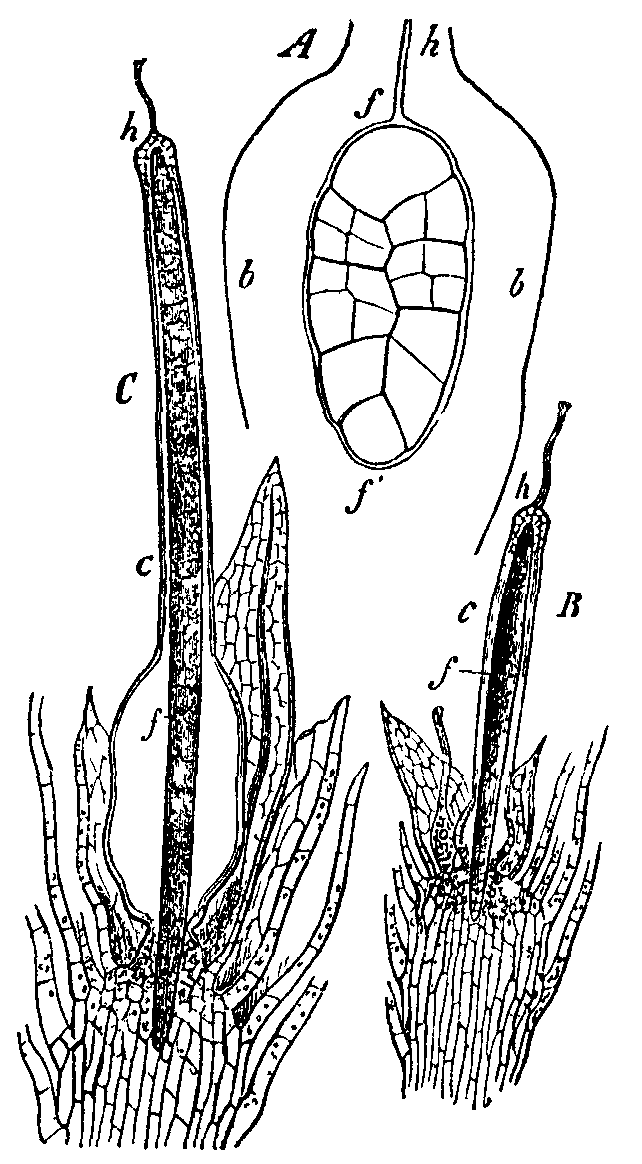
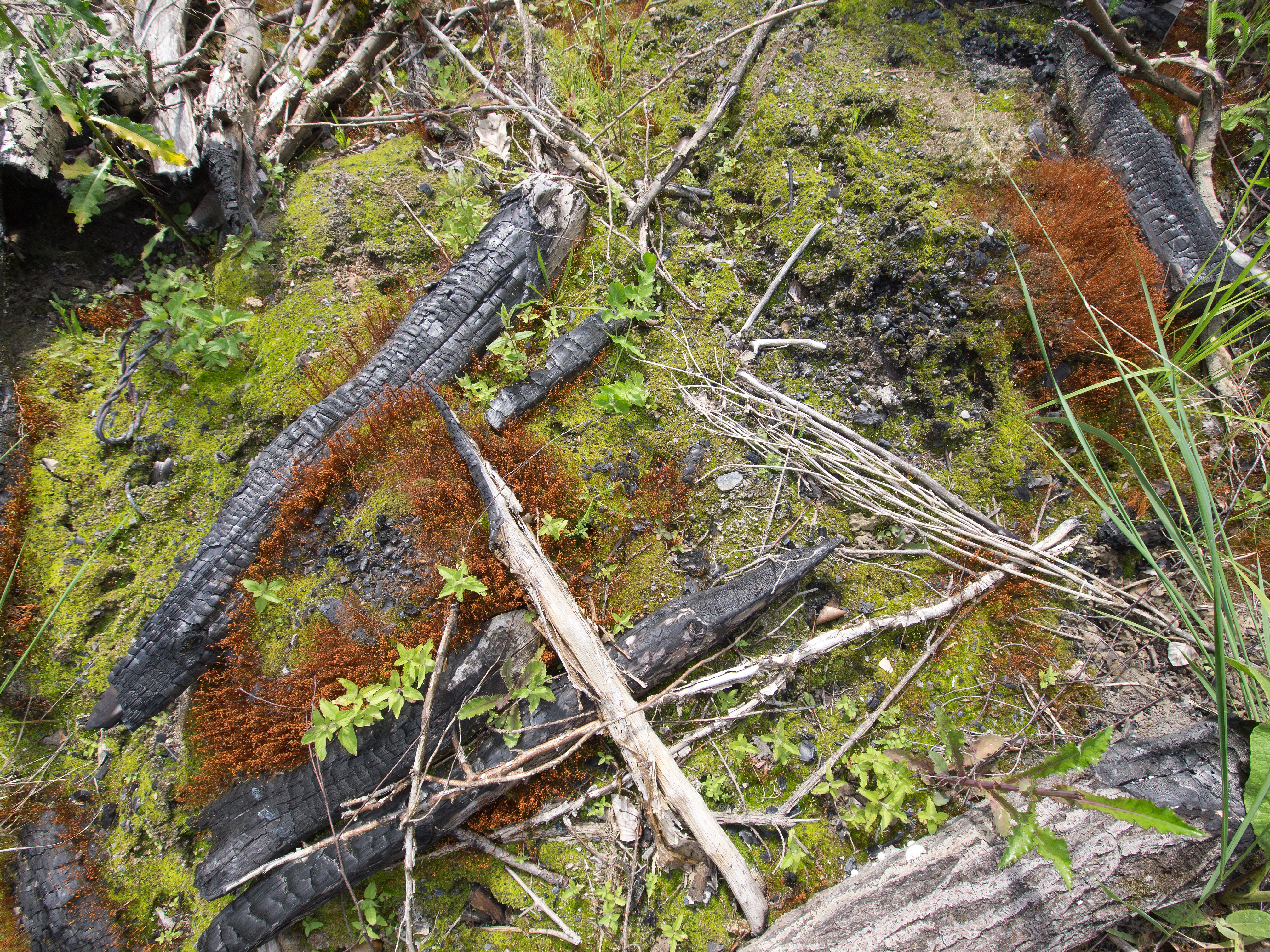
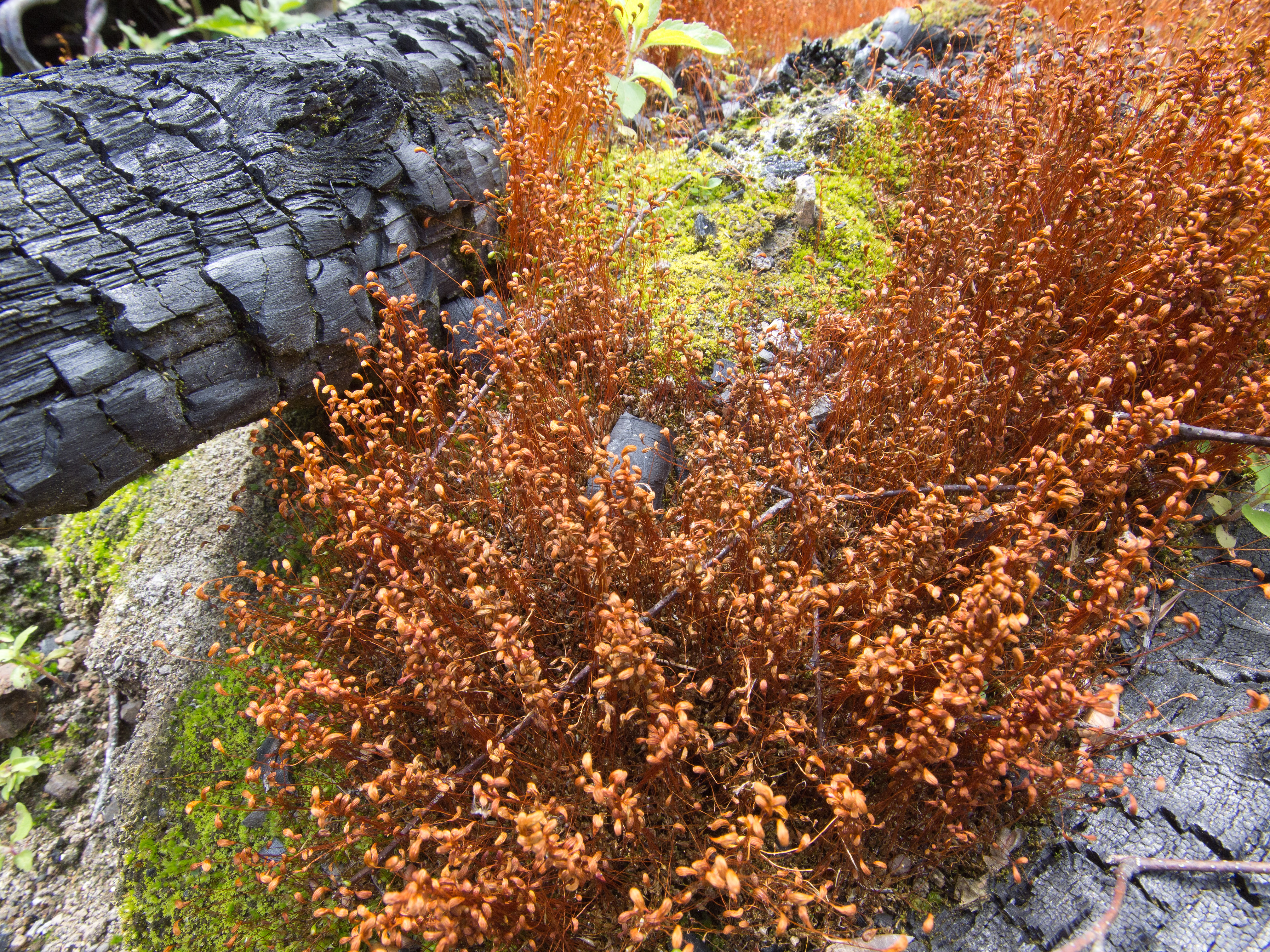